# Ofensiva de Hama (2024)
A Ofensiva de Hamã, ou Batalha de Hamã, começou em 30 de novembro de 2024, ainda durante a parte final da tomada de Alepo, se estendendo até 5 de dezembro. Uma aliança liderada por pequenos grupos rebeldes sírios, junto à facção Tahrir al-Sham, lançaram uma ofensiva que partiu direto de Alepo até a cidade de Hamã, até então controlada pelo Exército Árabe Sírio.
Em 5 de dezembro, Hamã foi tomada pelos rebeldes, com as forças do regime Assad se desintegrando e batendo em retirada sem oferecer resistência.